# Chiesa dell'Immacolata Concezione (Torino, San Salvario)
La Chiesa dell'Immacolata Concezione è una chiesa Cattolica di Torino situata nel quartiere di San Salvario.

## Storia
L'abate teologo Filippo dei conti Giriodi di Monasterolo fu un benefattore torinese che si dedicò all’educazione delle ragazze povere e abbandonate. Giriodi comincia la sua attività nel Borgo San Salvario e s'ispirò all'attività del teologo Gaspare Saccarelli, fondatore nel 1853 dell'Istituto della Sacra Famiglia nel Borgo San Donato. Nel 1854 Giriodi fondò l'Istituto di ricovero per le ragazze povere intitolandolo alla Immacolata Concezione della Vergine, che all'inizio si trovava in via dei Fiore (oggi via Belfiore). Il 23 dicembre 1856 Monsignor Luigi Fransoni, arcivescovo di Torino, riconobbe con un decreto la personalità giuridica secondo il diritto canonico all'Istituto, con la concessione del privilegio dell'Oratorio per la celebrazione della Messa e le liturgie. Dato il numero crescente di ragazze accolte, nel 1860 Giriodi spostò l'Istituto, comunemente detto "Ritiro della Concezione", ad occupare parte nell'isolato delimitato dalle vie Nizza, Pallamaglio, Valperga Caluso e Saluzzo. Nel 1868 l'istituto ospitava 110 ragazze. All'angolo di via Nizza e via Pallamaglio, l'Istituto ospitava una chiesetta dedicata all'Immacolata Concezione di Maria Vergine. L'abate Giriodi morì il 25 luglio 1895 e venne sostituito dal  sacerdote dottore Amato Vincenzo Scala (collaboratore di Giriodi fin dal 1873) che ne continuò l'opera, finalizzata ad accogliere ed educare le giovani ragazze abbandonate.
L’attuale chiesa posta, intitolata all'"Immacolata Concezione del S.S. Sacramento", possiede una massiccia facciata con quattro colonne rosse sormontate da capitelli con decorazioni floreali. L'interno invece si presenta a pianta ellittica dagli ampi spazi chiari. Fu costruita all'inizio del '900 su progetto è dell'architetto Enrico Mottura. Le campane della chiesa hanno i ceppi della nota fonderia veronese Cavadini e vengono suonate ancora tramite corda.
Fu danneggiata dai bombardamenti dell'8 dicembre 1943.
Attualmente la chiesa non è parrocchiale e ospita le Suore Sacramentine di Bergamo, e inoltre ospita la cappellania dell'America Latina.